# 雙鰭大眼海鯽
雙鰭大眼海鲫，為輻鰭魚綱鱸形目隆頭魚亞目海鯽科的其中一種，分布於東太平洋區，從美國奧勒岡州Seal Rock至墨西哥加利福尼亞灣中部海域，棲息深度可達91公尺，體長可達20公分，主要生活在沙灘激浪區，屬肉食性，胎生，生活習性不明。

## 擴展閱讀
維基物種上的相關：雙鰭大眼海鲫